# Zarinsk
Zarinsk (Russisch: Заринск; de naam is afgeleid van Заря, wat "rode dageraad" betekent) is een stad in het noordoosten van de Russische kraj Altaj. De stad is in de jaren 70 van de 20e eeuw ontstaan om de arbeiders van het nabijgelegen industriecomplex Altaj-Cokes te huisvesten en bestaat vrijwel uitsluitend uit flatgebouwen. Langs Zarinsk stroomt de rivier Tsjoemisj. Zarinsk kreeg de status van nederzetting met stedelijk karakter in 1958 en de status van stad in 1979.
Bij de volkstelling van 2002 werden 50.368 inwoners geregistreerd. Hoewel Zarinsk een naoorlogse stad is staat er wel een oorlogsmuseum en een monument om de meerdere duizenden gevallenen uit de dorpen in de buurt te herdenken. Zarinsk is ook het kerkelijk centrum van de streek. In de kerk bevindt zich een wenende icoon.

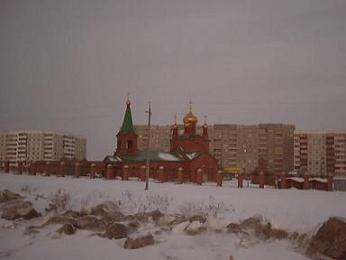
Zarinsk met op de voorgrond de Russisch-Orthodoxe kerk

Bestuurlijk centrum: Barnaoel

Alejsk · Belokoericha · Biejsk · Gornjak · Jarovoje · Kamen aan de Ob · Novoaltajsk · Roebtsovsk · Slavgorod · Zarinsk · Zmeinogorsk